# 沃爾莫爾 (紐約州)
沃爾莫爾（英語：Walmore）是位於美國紐約州尼亞加拉縣的非建制地區。

## 歷史
沃爾莫爾的郵局於1854年設立，其後於1901年停運。

## 地理
沃爾莫爾所處的海拔為高於海平面187米（即614英呎），而該地所採用的時區為UTC-5，即北美东部时区（EST）。同時該地設有夏令時間，為UTC-5調快一小時，即UTC-4（EDT）。